# Hugo Klempfner
Hugo Klempfner (6. ledna 1902 Praha – 26. března 1969 Melbourne, Austrálie) byl československý sportovní plavec a pólista židovského původu, účastník olympijských her 1924 a 1928.
Závodnímu plavání a vodnímu pólu se věnoval v židovském sportovním klubu ŽSK Hagibor Praha. Hagibor však neměl počátkem dvacátých let dvacátého století konkurenceschopný pólový tým, a proto v roce 1922 přestoupil do plaveckého oddílu AC Sparta Praha. Pólo hrál na pozici středního obránce, v závěru sportovní kariéry na klubové úrovni jako brankář. V roce 1926 přestoupil zpátky ze Sparty do Hagiboru. Jako člen reprezentačního týmu vodního póla startoval na olympijských hrách v Paříži v roce 1924 a v roce 1928 na olympijských hrách v Amsterdamu v pozici náhradníka. Sportovní kariéru ukončil v roce 1932.
Počátkem března 1939, dva týdny před vyhlášením Protektorátu, z Česko-Slovenska emigroval s rodinou přes francouzské Marseille do Austrálie. Zemřel v Melbourne v březnu 1969.